# Robsonius sorsogonensis
La ratina de Rand (Robsonius sorsogonensis) es una especie de ave paseriforme de la familia Locustellidae endémica del sur de la isla de Luzón, en Filipinas.  